# Ray Emery
Ray Emery (Hamilton, 28 settembre 1982 – Hamilton, 15 luglio 2018) è stato un hockeista su ghiaccio canadese professionista, di ruolo portiere.

## Biografia

### Carriera
Emery era conosciuto per la sua enorme dedizione sportiva e perseveranza: è stato infatti due volte finalista al Bill Masterton Memorial Trophy per essere riuscito a superare una lunga serie di infortuni, oltre ad aver rischiato il ritiro (e di non camminare più) per una osteonecrosi nel 2010. Nel marzo 2013, con la maglia dei Chicago Blackhawks, è diventato il primo portiere nella storia dell'NHL ad iniziare una stagione con 10 vittorie consecutive, terminando questa serie a quota 12. Al termine della stagione 2012-2013 ha vinto il William M. Jennings Trophy assieme al compagno Corey Crawford in quanto portieri meno battuti del campionato. Ha inoltre conquistato la Stanley Cup 2013, pur senza mai scendere in campo durante i playoff; precedentemente, aveva perso la finale dell'edizione 2007, raggiunta con la maglia degli Ottawa Senators.
Il 5 luglio 2013 ha firmato un contratto di un anno con i Philadelphia Flyers, per i quali aveva già giocato nella stagione 2009-2010.

### Morte
È deceduto nel 2018 all'età di 35 anni per annegamento mentre nuotava nel Lago Ontario.